# Jonathon Simmons
Pour les articles homonymes, voir Simmons.
Jonathon Calvin Simmons, né le 14 septembre 1989, est un joueur américain de basket-ball.

## Biographie
Après avoir joué au niveau universitaire avec les Cougars de Houston,  Jonathon Simmons se présente à la Draft de la NBA en 2012, mais n'est pas drafté.

### Sugar Land Legends (2013)
Il joue ensuite en American Basketball League en tant que semi-professionnel, puis en NBA D-League pour les Austin Toros.
Après avoir faire plusieurs essais avec certaines équipes NBA, Simmons n'est pas sélectionné lors de la draft 2012 de la NBA. En janvier 2013, il est sélectionné au premier tour de la draft de l'American Basketball League par les Sugar Land Legends. Mais, malgré l'interruption de la saison de l'ABL en raison de problèmes financiers de la ligue, Simmons a une moyenne de 36,5 points après 16 rencontres.

### Toros/Spurs d'Austin (2013-2014)
En septembre 2013, Simmons effectue des essais avec les Toros d'Austin en D-League et participe au camp d'entraînement de l'équipe. Il fait partie de l'effectif du début de saison des Toros. Lors de sa première saison en 2013-2014, en 44 rencontres, il a des moyennes de 9,8 points, 4,5 rebonds, 1,4 passe décisive et 1,0 interception par match.
Simmons retourne à Austin en 2014-2015, le nom de l'équipe devient les Spurs d'Austin. Il améliore son jeu en 2014-2015 et réalise son record en carrière en marquant 30 points contre le Jam de Bakersfield le 9 janvier 2015. Durant son temps avec Austin, Simmons a envisagé de renoncer à sa carrière de basketteur, de retourner chez lui et de trouver un travail de 9 à 5 pour s'occuper de ses quatre filles. Il s'appuie dessus, mais, durant sa deuxième saison, il est suivi de près par les équipes de la NBA. Un changement de poste à celui de meneur oblige Simmons à voir le jeu d'une manière différente, un changement qui lui permet d'ouvrir le reste de son jeu. Il aide Austin à accéder aux finales de la conférence Ouest, et en 50 rencontres de saison régulière, il a des moyennes de 15,2 points, 4,3 rebonds, 3,7 passes décisives et 1,0 interception par match et a été nommé dans le troisième meilleur cinq défensif de la saison.

### Spurs de San Antonio (2015-2017)
Le 29 juin 2015, Simmons est appelé dans l'effectif des Nets de Brooklyn pour participer aux NBA Summer League d'Orlando et de Las Vegas. Après avoir participé aux trois premiers matches des Nets lors de la Summer League d'Orlando en ayant des moyennes de 12 points et 5 rebonds par match, Simmons est invité par l'équipe des Spurs de San Antonio pour la Summer League de Las Vegas. Il quitte immédiatement les Nets et fait ses débuts avec les Spurs le 11 juillet contre les Knicks de New York. Le 20 juillet, il marque 23 points lors de la finale de la Summer League et aide les Spurs à remporter le titre et Simmons est nommé MVP de la finale. Deux jours plus tard, le 22 juillet 2015, après avoir impressionné en ligue d'été de la NBA, il signe un contrat avec les Spurs de San Antonio,. Pour sa première saison en NBA, Simmons joue 55 matchs (dont 2 en tant que titulaire) et marque 6,0 points de moyenne en 14,8 minutes.
Simmons est sur la liste des joueurs inactifs lors des cinq premiers matches de la saison 2015-2016. Le 7 novembre, il est envoyé en D-League chez les Spurs d'Austin, retournant dans son ancienne équipe. Le 14 novembre, il est rappelé par San Antonio et fait ses débuts en NBA le soir même ; en huit minutes de jeu, il termine avec deux points, deux rebonds, deux passes décisives et une interception lors de la victoire 92 à 83 contre les 76ers de Philadelphie. Le 16 novembre, il est renvoyé à Austin puis rappelé par San Antonio le 18 novembre. Le 7 décembre, il  réalise son meilleur match de la saison, avec 14 points en 24 minutes en étant remplaçant lors de la victoire 119 à 68 contre les 7ers de Philadelphie. Le 4 janvier 2016, il bat son record de points en carrière avec 18 unités lors de la victoire 123 à 98 contre les Bucks de Milwaukee. Il se fait un nom à Milwaukee après qu'un fan des Bucks lui ait demandé "Qui es-tu ?" en chantant lorsque Simmons était sur la ligne des lancers-francs. Le 17 mars, il est envoyé à Austin en D-League pour la première fois depuis le 17 novembre. Il est rappelé par San Antonio le 19 mars, renvoyé en D-League le 20 mars et de nouveau rappelé le 22 mars. Le 26 mars, il marque 17 points en étant remplaçant lors de la défaite chez le Thunder d'Oklahoma City. Lors du dernier match de la saison régulière des Spurs, le 13 avril, Simmons bat son record de points en marquant 19 points dans la victoire 96 à 91 contre les Mavericks de Dallas.
En juillet 2016, Simmons participe à la NBA Summer League 2016 avec les Spurs. Le 25 octobre 2016, lors du match d'ouverture de la saison, Simmons bat son record de points en carrière avec 20 points lors de la victoire 129 à 100 contre les Warriors de Golden State. Le 30 décembre 2016, il termine meilleur marqueur de son équipe avec 19 points en 30 minutes en étant remplaçant lors de la victoire 110 à 94 contre les Trail Blazers de Portland.

### Magic d'Orlando (2017 - février 2019)
Il rejoint le Magic d'Orlando pour 20 millions  de dollars sur 3 ans.

### 76ers de Philadelphie (février - juin 2019)
Le 7 février 2019, il est envoyé aux 76ers de Philadelphie en échange de Markelle Fultz.
Le 21 juin 2019, il est transféré aux Wizards de Washington et licencié début juillet.

## Statistiques

### Universitaires
| Saison    | Équipe                    | Matchs | Titul. | Min./m | % Tir | % 3pts | % LF | Rbds/m. | Pass/m. | Int/m. | Ctr/m. | Pts/m. |
| --------- | ------------------------- | ------ | ------ | ------ | ----- | ------ | ---- | ------- | ------- | ------ | ------ | ------ |
| 2008-2009 | Paris Junior College (en) |        |        |        |       |        |      |         |         |        |        |        |
| 2009-2010 | Midland College (en)      |        |        |        |       |        |      |         |         |        |        |        |
| 2011-2012 | Houston                   | 30     | 29     | 30,1   | 51,2  | 38,6   | 72,1 | 4,97    | 2,17    | 0,70   | 0,37   | 14,70  |
| Total     |                           | 30     | 29     | 30,1   | 51,2  | 38,6   | 72,1 | 4,97    | 2,17    | 0,70   | 0,37   | 14,70  |

### Professionnelles

#### NBA
- Saison régulière

| Saison    | Équipe      | Matchs | Titul. | Min./m | % Tir | % 3pts | % LF | Rbds/m. | Pass/m. | Int/m. | Ctr/m. | Pts/m. |
| --------- | ----------- | ------ | ------ | ------ | ----- | ------ | ---- | ------- | ------- | ------ | ------ | ------ |
| 2015-2016 | San Antonio | 55     | 2      | 14,8   | 50,4  | 38,3   | 75,0 | 1,75    | 1,05    | 0,44   | 0,09   | 6,02   |
| 2016-2017 | San Antonio | 78     | 8      | 17,9   | 42,0  | 29,4   | 75,0 | 2,05    | 1,62    | 0,60   | 0,32   | 6,19   |
| 2017-2018 | Orlando     | 15     | 1      | 25,4   | 50,9  | 39,4   | 77,3 | 3,33    | 2,20    | 0,73   | 0,13   | 15,07  |
| Total     |             | 148    | 11     | 17,5   | 46,2  | 33,5   | 75,5 | 2,07    | 1,47    | 0,55   | 0,22   | 7,03   |

Mise à jour le 15 novembre 2017
- Playoffs

| Saison | Équipe      | Matchs | Titul. | Min./m | % Tir | % 3pts | % LF | Rbds/m. | Pass/m. | Int/m. | Ctr/m. | Pts/m. |
| ------ | ----------- | ------ | ------ | ------ | ----- | ------ | ---- | ------- | ------- | ------ | ------ | ------ |
| 2016   | San Antonio | 3      | 0      | 8,5    | 40,0  | 66,7   | 50,0 | 1,33    | 0,67    | 0,67   | 0,00   | 3,67   |
| 2017   | San Antonio | 15     | 4      | 20,4   | 45,6  | 35,1   | 67,7 | 1,80    | 1,87    | 0,60   | 0,13   | 10,53  |
| Total  |             | 18     | 4      | 18,4   | 45,2  | 37,5   | 66,7 | 1,72    | 1,67    | 0,61   | 0,11   | 9,39   |

Mise à jour le 22 mai 2017

#### D-League
- Saison régulière

| Saison    | Équipe | Matchs | Titul. | Min./m | % Tir | % 3pts | % LF | Rbds/m. | Pass/m. | Int/m. | Ctr/m. | Pts/m. |
| --------- | ------ | ------ | ------ | ------ | ----- | ------ | ---- | ------- | ------- | ------ | ------ | ------ |
| 2013-2014 | Austin | 44     | 12     | 23,2   | 52,5  | 28,4   | 70,7 | 4,55    | 1,39    | 1,00   | 0,36   | 9,84   |
| 2014-2015 | Austin | 50     | 28     | 33,8   | 49,4  | 39,8   | 75,0 | 4,32    | 3,62    | 1,00   | 0,44   | 15,16  |
| 2015-2016 | Austin | 4      | 4      | 34,6   | 43,1  | 23,1   | 77,3 | 2,75    | 3,50    | 0,75   | 0,75   | 10,00  |
| Total     |        | 98     | 44     | 29,0   | 50,1  | 34,5   | 73,8 | 4,36    | 2,61    | 0,99   | 0,42   | 12,81  |

- Playoffs

| Saison    | Équipe | Matchs | Titul. | Min./m | % Tir | % 3pts | % LF | Rbds/m. | Pass/m. | Int/m. | Ctr/m. | Pts/m. |
| --------- | ------ | ------ | ------ | ------ | ----- | ------ | ---- | ------- | ------- | ------ | ------ | ------ |
| 2014-2015 | Austin | 6      | 2      | 32,8   | 51,5  | 35,0   | 86,4 | 3,83    | 1,67    | 2,00   | 1,00   | 15,67  |

## Records sur une rencontre en NBA
Les records personnels de Jonathon Simmons officiellement recensés par la NBA sont les suivants :
| Type de statistique        | Saison régulière | Saison régulière          | Saison régulière | Playoffs | Playoffs                   | Playoffs    |
| Type de statistique        | Record           | Adversaire                | Date             | Record   | Adversaire                 | Date        |
| -------------------------- | ---------------- | ------------------------- | ---------------- | -------- | -------------------------- | ----------- |
| Points                     | 35               | Bucks de Milwaukee        | 14 mars 2018     | 22       | @ Warriors de Golden State | 16 mai 2017 |
| Paniers marqués            | 13               | @ Hawks d'Atlanta         | 9 décembre 2017  | 8        | @ Warriors de Golden State | 16 mai 2017 |
| Paniers tentés             | 24               | @ Hawks d'Atlanta         | 9 décembre 2017  | 17       | @ Warriors de Golden State | 16 mai 2017 |
| Paniers à 3 points réussis | 7                | Bucks de Milwaukee        | 14 mars 2018     | 2        | @ Warriors de Golden State | 16 mai 2017 |
| Paniers à 3 points tentés  | 12               | Bucks de Milwaukee        | 14 mars 2018     | 3        | @ Warriors de Golden State | 16 mai 2017 |
| Lancers francs réussis     | 9                | @ Thunder d'Oklahoma City | 26 février 2018  |          |                            |             |
| Lancers francs tentés      | 10               | Trois fois                |                  |          |                            |             |
| Rebonds offensifs          | 2                | Trois fois                |                  |          |                            |             |
| Rebonds défensifs          | 6                | Deux fois                 |                  |          |                            |             |
| Rebonds totaux             | 8                | Nouvelle-Orléans          | 22 décembre 2017 |          |                            |             |
| Passes décisives           | 8                | Clippers de Los Angeles   | 13 décembre 2017 |          |                            |             |
| Interceptions              | 4                | Trois fois                |                  |          |                            |             |
| Contres                    | 2                | Quatre fois               |                  |          |                            |             |
| Balles perdues             | 5                | @ Nuggets de Denver       | 27 novembre 2015 |          |                            |             |
| Minutes jouées             | 41               | Hawks d'Atlanta           | 6 décembre 2017  | 25       | @ Warriors de Golden State | 16 mai 2017 |

- Double-double : aucun (au 20/01/2017).
- Triple-double : aucun.

## Palmarès
- NBA D-League All-Defensive Third Team (2015)

## Vie privée
Simmons est le fils de LaTonya Simmons, et a un petit frère et deux sœurs. Il a quatre filles.